# Kyle T. Heffner
Kyle Troy Heffner (* 21. Mai 1957 in Chicago, Illinois) ist ein US-amerikanischer Schauspieler.
Heffner graduierte an der Northwestern University. Nach seinem Hochschulabschluss zog er nach Los Angeles und traf dort den Filmregisseur Garry Marshall, der ihn für die Komödie Küß’ mich, Doc! besetzte. Heffner hatte außerdem diverse Auftritte im Fernsehen, wie zum Beispiel in der Sitcom Rules of Engagement (2010). Mittlerweile lebt er verheiratet und mit zwei Kindern in Los Angeles.

## Filmografie (Auswahl)
- 1982: Küß’ mich, Doc! (Young Doctors in Love)
- 1983: Flashdance
- 1984: Die Frau in Rot
- 1985: Expreß in die Hölle
- 1988: Spellbinder – Ein teuflischer Plan
- 1989: Harry und Sally